# Kahoowahaokalani
Kahoʻowahaokalani [Kahoovahaokalani] bio je kralj havajskog otoka Oahua (Aliʻi Aimoku), a smatra ga se 17. kraljem otoka. Skraćeno ga se naziva Kahoowaha. 
Bio je sin kralja Kānekapuakakuhihewe i kraljice Kalue te unuk kralja Kakuhihewe.
Naslijedio je oca kao kralj nakon njegove smrti te je oženio princezu Kawelolauhuki, s kojom je imao sina Kauakahiakahoowahu.